# Isotoma inupikella
Isotoma inupikella är en urinsektsart som beskrevs av Fjellberg 1978. Isotoma inupikella ingår i släktet Isotoma och familjen Isotomidae. Inga underarter finns listade i Catalogue of Life.